# Drip Drop
A Drip Drop (magyarul: Csipp-csöpp) egy popdal, mely Azerbajdzsánt képviselte a 2010-es Eurovíziós Dalfesztiválon. A dalt az azeri Safura adta elő angol nyelven.
Safura a Land of fire nevű nemzeti döntőt nyerte meg, majd 2010. március 18-án mutatta be az Ictimai TV a versenydalát, a Drip Dropot.
Az Eurovíziós Dalfesztiválon a dalt először a május 27-én tartandó második elődöntőben adta elő, a fellépési sorrendben hetedikként, a svéd Anna Bergendahl This Is My Life című dala után, és az ukrán Alyosha Sweet People című dala előtt. Az elődöntőben 113 ponttal a második helyen végzett, így továbbjutott a május 29-i döntőbe.
A május 29-én rendezett döntőben a fellépési sorrendben elsőként adta elő a spanyol Daniel Diges Algo pequeñito (Something tiny) című dala előtt. A szavazás során 145 pontot szerzett, négy országtól, Bulgáriától, Máltától, Törökországtól és Ukrajnától begyűjtve a maximális 12 pontot, mely az ötödik helyet jelentette a huszonöt fős mezőnyben.
A következő azeri induló Ell és Nikki Running Scared című dala volt a 2011-es Eurovíziós Dalfesztiválon, amelyet megnyertek.